# Haemaphysalis caucasica
Haemaphysalis caucasica este o specie de căpușe din genul Haemaphysalis, familia Ixodidae, descrisă de Olenev în anul 1928. Conform Catalogue of Life specia Haemaphysalis caucasica nu are subspecii cunoscute.